# Cultura di Kiev
La cultura di Kiev è una cultura archeologica databile dal III al V secolo che prende il nome dalla città di Kiev, capitale ucraina.

## Descrizione
Gli studiosi concordano sul fatto che questa cultura possa essere la prima cultura archeologica slava identificabile. Fu contemporanea della cultura di Černjachov, che viene identificata con il multietnico regno gotico (Oium) stabilitosi in Ucraina sud-occidentale tra il II secolo e l'invasione unnica del tardo IV secolo. La cultura di Kiev si trovava poco a nord di quella di Černjachov. Lo storico goto Giordane cita la sottomissione degli Slavi ai Goti nell'opera De origine actibusque Getarum: il posizionamento geografico della cultura di Kiev (che si sovrappone a quella di Černjachov) coincide esattamente con la descrizione che Giordane fa degli Slavi.

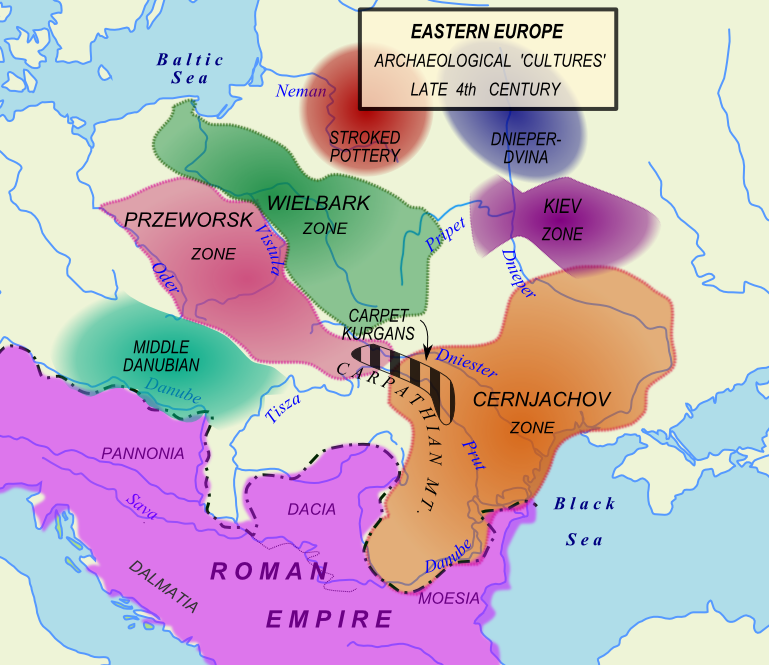
La cultura di Kiev attorno al 200

Gli insediamenti sono stati ritrovati per la maggior parte lungo le sponde del fiume, spesso su alte colline. Le abitazioni sono quasi tutte semiinterrate (un genere comune tra le culture slave e simile alle prime case germaniche o celtiche), spesso quadrate (di circa quattro metri di lato), con un'apertura in un angolo. Molti villaggi sono composti di una sola manciata di case. Esistono poche prove della divisione del lavoro, nonostante in un caso un villaggio è stata trovata una casa in cui si preparavano sottili strisce usate per la costruzione di pettini. Questo villaggio si trovava nei pressi della cultura di Černjachov.
La cultura di Kiev scomparve con l'invasione degli Unni, e dopo un periodo di instabilità politica in Europa, i discendenti Slavi di questo popolo vi si ristabilirono nel VI secolo. Esiste, comunque, un sostanziale disaccordo nella comunità scientifica circa l'identificazione dei predecessori della cultura di Kiev. Secondo alcuni storici ed archeologi sarebbe da far risalire direttamente alla cultura di Milograd, altri dalla cultura di Černoles (i contadini della Scizia citati da Erodoto) attraverso la cultura di Zarubynci. Altri ancora (soprattutto polacchi) affermano che discenda dalla cultura di Przeworsk e da quella di Zarubynci.